# Cape Charles
Pour les articles homonymes, voir Cap Charles.
Cape Charles est une municipalité américaine située dans le comté de Northampton en Virginie. Lors du recensement de 2010, Cape Charles compte 1 009 habitants.

## Géographie

### Situation
Cape Charles est située à l'extrémité sud de l'Eastern Shore de Virginie, sur la baie de Chesapeake.
Selon le Bureau du recensement des États-Unis, la municipalité s'étend en 2010 sur une superficie de 4,36 milles carrés (11,29 km2) dont 0,70 mille carré (1,81 km2) d'étendues d'eau.

### Démographie
Selon l'American Community Survey de 2018, la population de Cape Charles est blanche à 70 %, afro-américaine à 23 % et métisse à 6 %. Son âge médian de 58 ans est supérieur de vingt ans à la moyenne nationale.
Cape Charles a un revenu médian par foyer de 57 188 dollars, inférieur à celui de la Virginie (71 564 dollars) et des États-Unis (60 293 dollars). Son taux de pauvreté est plutôt élevé (19,9 % contre 10,7 % et 11,8 %),.

### Climat
| Mois                                  | jan.     | fév.     | mars    | avril   | mai     | juin    | jui.    | août    | sep.    | oct.    | nov.    | déc.    | année    |
| ------------------------------------- | -------- | -------- | ------- | ------- | ------- | ------- | ------- | ------- | ------- | ------- | ------- | ------- | -------- |
| Température minimale moyenne (°C)     | 0,1      | 0,7      | 3,8     | 8,6     | 14,2    | 19,1    | 21,8    | 20,6    | 17,7    | 11,7    | 6,2     | 2       | 10,6     |
| Température moyenne (°C)              | 4,1      | 5        | 8,2     | 13,4    | 18,3    | 23,1    | 25,7    | 24,6    | 21,6    | 16      | 10,5    | 6,3     | 14,7     |
| Température maximale moyenne (°C)     | 8,1      | 9,3      | 12,7    | 18,2    | 22,4    | 27,1    | 29,6    | 28,6    | 25,5    | 20,3    | 14,8    | 10,5    | 18,9     |
| Record de froid (°C) date du record   | −15 2014 | −14 2015 | −8 2015 | −2 2016 | 2 2020  | 8 2014  | 13 2018 | 12 2013 | 8 2013  | 0 2011  | −4 2019 | −9 2004 | −15 2014 |
| Record de chaleur (°C) date du record | 22 2005  | 24 2017  | 28 2020 | 31 2009 | 33 2019 | 37 2010 | 39 2010 | 37 2007 | 34 2007 | 33 2019 | 27 2018 | 26 2015 | 39 2010  |
| Précipitations (mm)                   | 85,6     | 73,9     | 89,4    | 85,6    | 88,1    | 97      | 118,6   | 105,2   | 106,9   | 110,5   | 78,2    | 89,9    | 1 129    |
| Nombre de jours avec précipitations   | 10,6     | 10,7     | 11,7    | 11,3    | 11,3    | 10,1    | 10      | 8,9     | 9       | 9,6     | 9,4     | 11,2    | 123,8    |

| Diagramme climatique                                  |            |             |             |              |            |               |               |               |               |             |           |
| J                                                     | F          | M           | A           | M            | J          | J             | A             | S             | O             | N           | D         |
| 8,10,185,6                                            | 9,30,773,9 | 12,73,889,4 | 18,28,685,6 | 22,414,288,1 | 27,119,197 | 29,621,8118,6 | 28,620,6105,2 | 25,517,7106,9 | 20,311,7110,5 | 14,86,278,2 | 10,5289,9 |
| Moyennes : • Temp. maxi et mini °C • Précipitation mm |            |             |             |              |            |               |               |               |               |             |           |

## Histoire
En 1883, le président du New York, Philadelphia and Norfolk Railroad William L. Scott achète environ 10 km2 de terres au sud du Cherrystone Inlet. L'année suivante, la ville nouvelle de Cape Charles est fondée en 1884 comme terminus du nouveau chemin de fer qui dessert l'Eastern Shore de Virginie,. Elle devient une municipalité deux ans plus tard en 1886,. Elle doit son nom au cap Charles, situé plus au sud.
Le plan de la ville dessiné en 1884 par William Bauman divise le bourg en 27 blocs formés par sept rues d'est en ouest, baptisées d'après des hommes politiques locaux, et six rues du nord au sud, portant le nom de fruits. Au centre, se trouve un parc. Ce plan est conservé par le centre-ville actuel.
Dans les années 1920, Cap Charles annexe le quartier de Sea Cottage Addition sur la baie. Le quartier, développé à partir de 1909 dans un style bungalow, est inscrit au Registre national des lieux historiques avec le centre historique des années 1880.

Le centre historique de Cape Charles
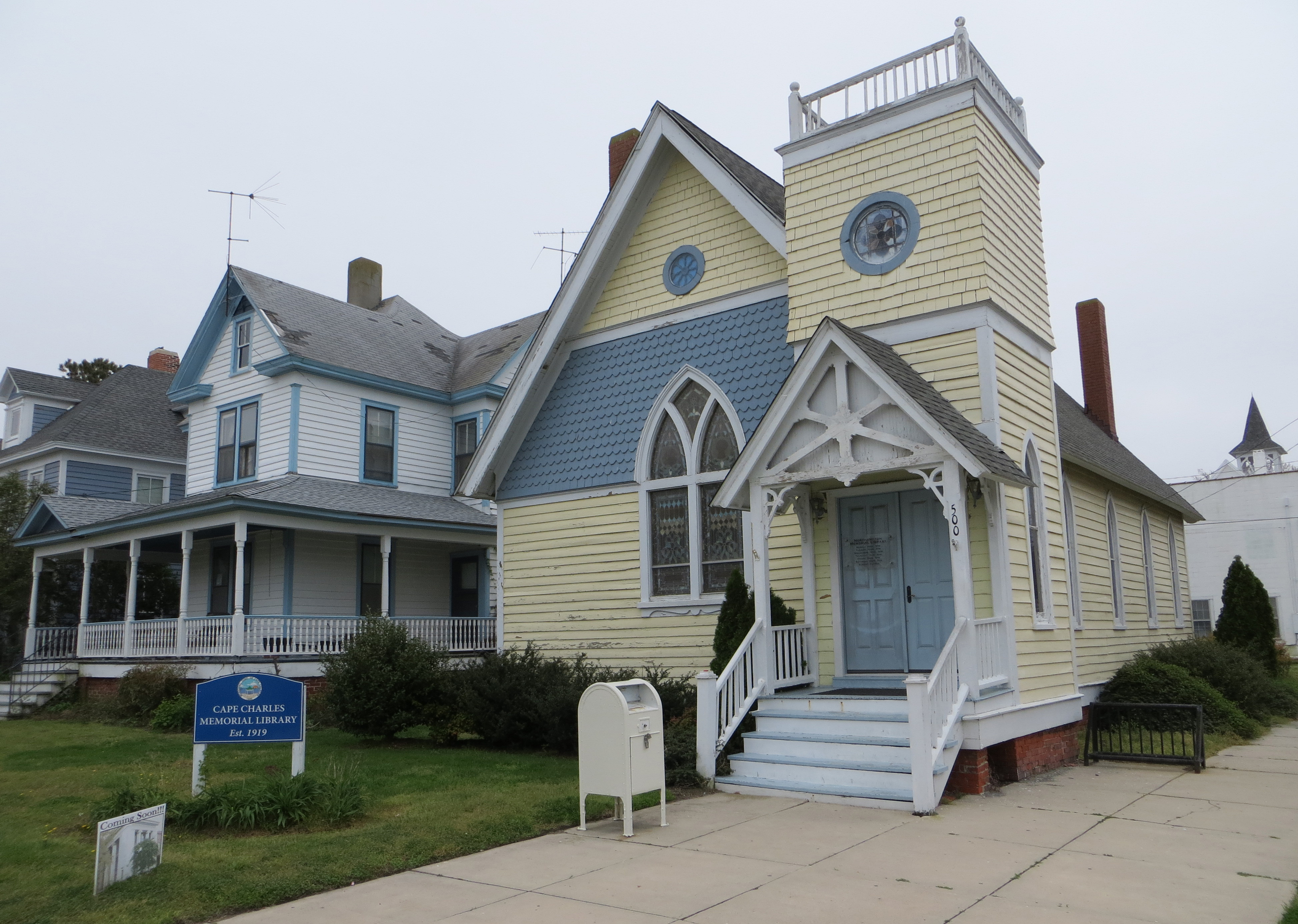
La bibliothèque.
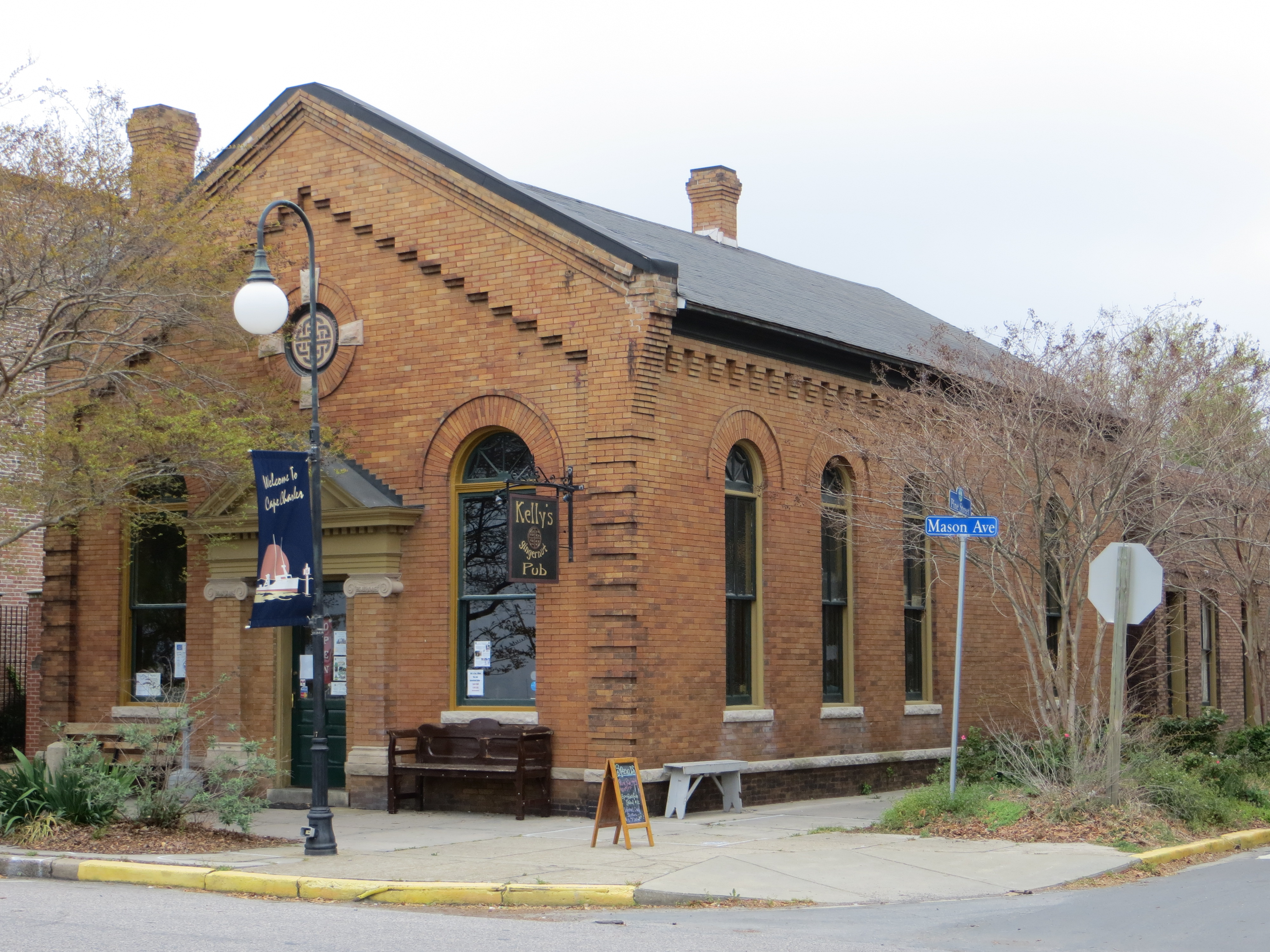
Une ancienne banque.
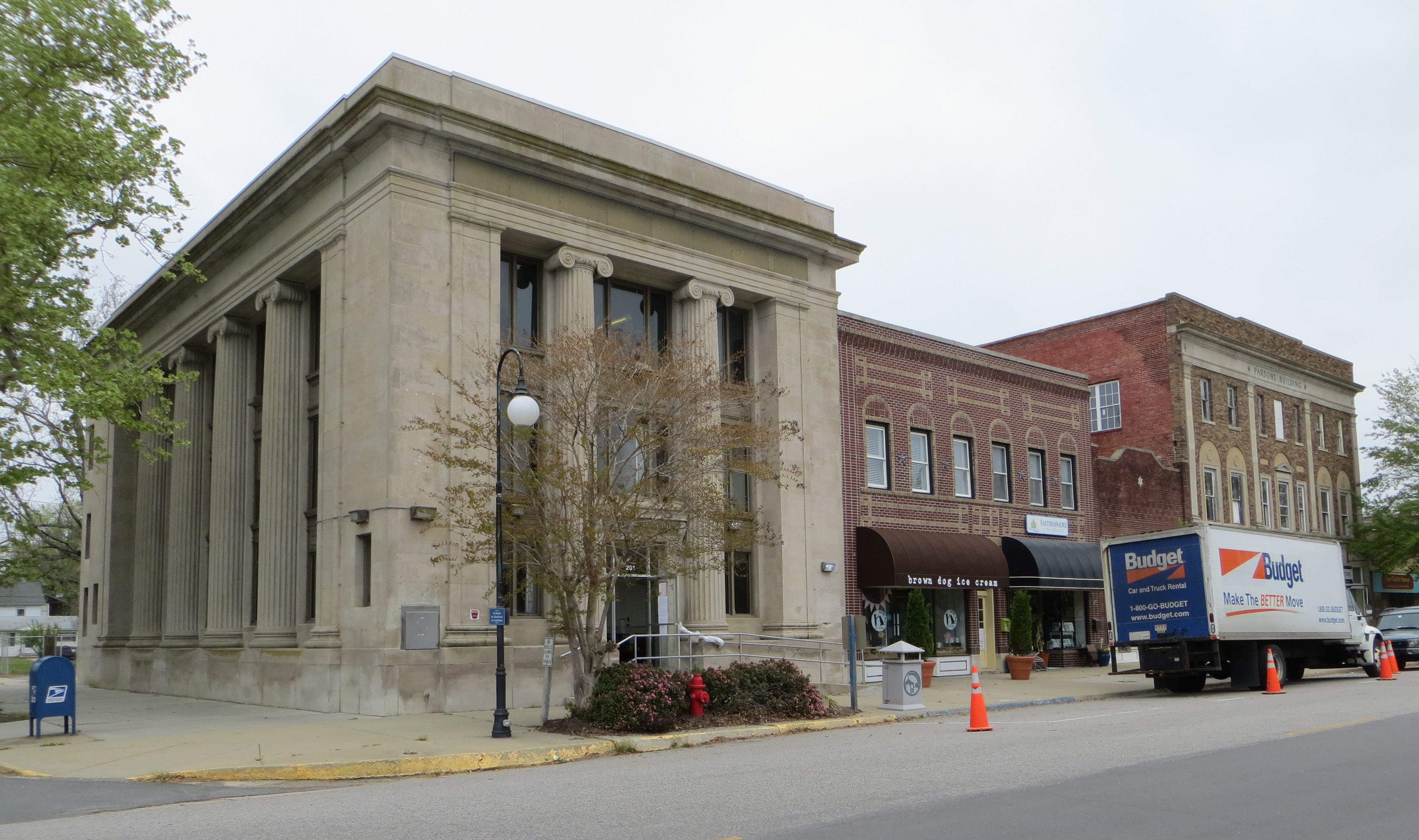
Mason Avenue.